# Strage di Nakhon Ratchasima del 2020
La strage di Nakhon Ratchasima (detta anche Korat), in Thailandia, si svolse in 4 diverse fasi in città e nei dintorni tra l'8 e il 9 febbraio 2020. Fu opera di un individuo isolato, il soldato dell'esercito thailandese Jakrapanth Thomma, che uccise 30 persone e ne ferì 57. Il responsabile rimase ucciso la mattina del 9 febbraio dalle forze dell'ordine. L'autore della strage e 29 delle sue vittime morirono in quei giorni e sei mesi dopo perse la vita una guardia giurata per le complicazioni derivanti dalle ferite subite.
L'attacco ebbe inizio nel pomeriggio dell'8 febbraio quando Thomma si introdusse nella casa del suo comandante uccidendo lui e la suocera. Si recò quindi nella base dell'esercito di Suratham Phithak dove era di stanza e uccise un soldato impadronendosi di armi, munizioni e di un Humvee a bordo del quale si allontanò. Si fermò davanti a un tempio in città e aprì il fuoco sui passanti uccidendone e ferendone diversi. Andò infine allo shopping mall Terminal 21 Korat e continuò a fare vittime sia all'esterno, quando arrivò, sia all'interno dell'edificio, dove rimase asserragliato fino al mattino seguente. Durante l'attacco pubblicò sulla propria pagina di Facebook aggiornamenti sulla situazione e un filmato dal vivo.

## Fasi della strage

### A casa del comandante e alla base militare di Suratham Phithak
La strage ebbe inizio verso le 15:30 dell'8 febbraio 2020, quando Thomma arrivò nella casa del suo comandante, il colonnello Anantharot Krasae, con il quale era stato coinvolto in una compravendita. Rubò l'arma del superiore e aprì il fuoco uccidendo il colonnello e la suocera.
Subito dopo fece irruzione nella base militare di Suratham Phithak dove era di stanza e si impadronì in un posto di guardia e nell'armeria della caserma di due fucili d'assalto HK33 Type 11, una mitragliatrice M60 e 776 proiettili, uccidendo un militare. Rubò quindi un Humvee, ferendo il conducente, e si allontanò dalla base sparando e ferendo due poliziotti e due civili. I poliziotti furono colpiti da diversi proiettili alle gambe e alla schiena.

### Al tempio buddhista e al Terminal 21 Korat
Durante it tragitto, il fuggitivo si fermò fuori dal tempio buddhista Wat Pa Sattha Ruam e cominciò a sparare sui passanti, uccidendo otto civili e un poliziotto. Riprese la fuga e arrivò alla grande shopping mall Terminal 21 Korat nel centro cittadino, quel giorno particolarmente affollata perché era la festività nazionale Magha Puja. Scese dal veicolo e subito fece fuoco sui presenti che erano fuori dall'edificio, uccidendone 12 e facendo scoppiare una bombola di gas. Entrò quindi nella mall, uccise altre due persone e ne prese 16 in ostaggio asserragliandosi al quarto piano. A questo punto iniziò a pubblicare sulla propria pagina di Facebook un video in live streaming, foto e meme fino a quando la pagina fu oscurata.
Agenti di polizia e dell'esercito fecero irruzione nell'edificio e gli chiesero di arrendersi, ma Thomma ricominciò a sparare e uccise due poliziotti e un militare, ferendone almeno altri tre. Rimase nella sua posizione con gli ostaggi per diverse ore, durante le quali le forze dell'ordine portarono nella mall la madre per provare a convincerlo ad arrendersi. Alle 9:30 della mattina del giorno dopo, la polizia annunciò di aver sparato e ucciso Thomma.

## Il responsabile
Il trentunenne Jakrapanth Thomma (in thailandese จักรพันธ์ ถมมา, Chakkraphan Thomma; nato il 4 aprile 1988) era un sergente maggiore di prima classe nato nella provincia di Chaiyaphum ed era di stanza alla base militare dell'esercito di Suratham Phithak. Dopo essersi diplomato alle scuole superiori, era entrato in un'accademia per sottufficiali, aveva raggiunto il massimo rango per un sottufficiale ed era diventato un esperto tiratore scelto.
Il colonnello Anantharot Krasae, che era stato con la suocera la prima vittima di Thomma, si occupava di compravendita di immobili con la moglie e i suoceri e di prestiti ai militari per l'acquisto di abitazioni secondo un programma di finanziamenti statali ai militari. Secondo la testimonianza di suoi conoscenti, Thomma aveva raccontato di essere sconvolto per essere stato raggirato nella compravendita di una proprietà dal suo superiore, il quale si rifiutava di dargli i soldi che gli doveva. Durante il video trasmesso su Facebook, Thomma urlò: "Si sono arricchiti con l'imbroglio e approfittandosi della gente... Pensano di potersi portare i soldi per spenderli all'inferno?"

## Utilizzo dei social media
Tra i messaggi che pubblicò su Facebook dal Terminal 21 Korat, ve ne fu uno in cui chiese se avesse dovuto arrendersi. Pubblicò tra le altre le foto di una pistola e di alcuni proiettili con le didascalie "È il momento di eccitarsi" e "Nessuno può evitare la morte". Il social network reagì oscurando le sue pagine ed emettendo un comunicato in cui condannava l'attacco.

## Critiche alla copertura dei media
Gli eventi che si succedevano nella mall furono inizialmente trasmessi dal vivo da alcuni canali radio-televisivi thailandesi, e ricevettero critiche perché le trasmissioni avrebbero potuto fornire informazioni all'autore della strage sui movimenti delle forze dell'ordine. L'autorità per il controllo della teleradiodiffusione nazionale dispose un incontro con i rappresentanti delle reti televisive alle quali fu ordinato di interrompere immediatamente ogni trasmissione dal vivo sui fatti di Korat e qualsiasi informazione che avrebbe potuto rappresentare un intralcio per le forze dell'ordine. Le stazioni televisive furono avvertite che nel caso avessero ignorato questa direttiva sarebbero incorse in sanzioni disciplinari. In risposta all'indiscriminata copertura del fatto su alcune emittenti, su Twitter divennero popolari gli hashtag #แบนช่องone ("Bloccate Channel One"), #แบนไทยรัฐ ("Bloccate Thai Rath") e #สื่อไร้จรรยาบรรณ ("Media senza etica").

## Critiche ai militari e al governo
Nel periodo successivo, a causa dai fatti di Korat il governo filo-militare di Prayut Chan-o-cha fu oggetto della rabbia popolare, su Tweeter apparvero gli hashtag "Riforma delle forze armate" e "Prayut RIP" (Riposa In Pace). In particolare il governo fu criticato per l'incapacità di prevenire che uno dei suoi soldati potesse con facilità rubare armi e commettere una strage, in contrasto con l'energico controllo che governo e militari avevano sulla politica e l'economia. Il mese prima della strage, il generale Apirat Kongsompong, comandante in capo dell'esercito, aveva promesso pubblicamente che l'esercito non avrebbe mai permesso a chiunque di rubare armi ai militari.
Fu aspramente criticato anche il fatto che alti ufficiali dell'esercito si arricchissero gestendo affari al di fuori del loro ambito, che era stata la causa scatenante della strage, e il generale Kongsompong promise una riforma in tal senso entro 100 giorni, ma andò in pensione quasi 8 mesi dopo senza che nulla fosse cambiato.